# Luchtverkeersleiding Nederland

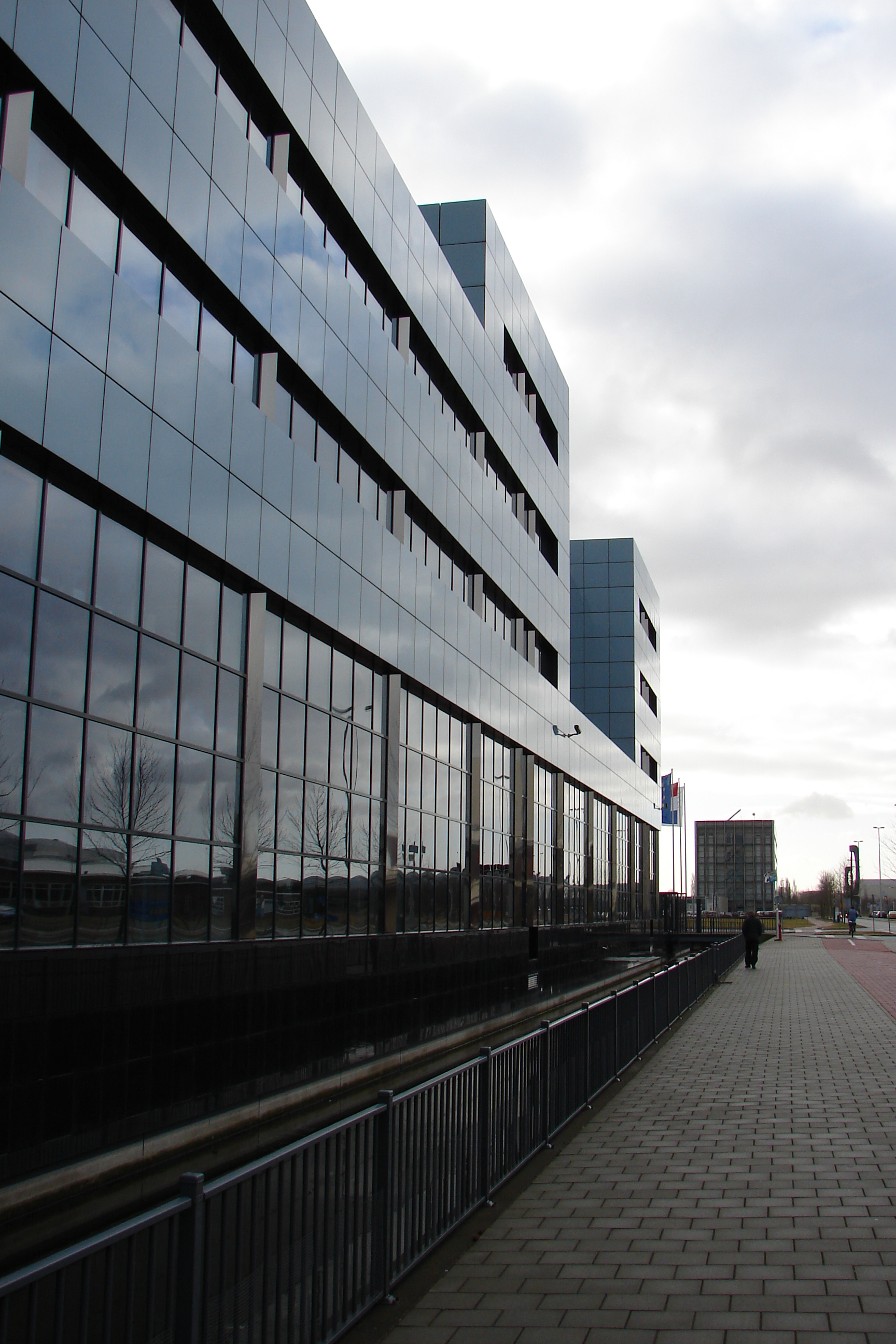
Het gebouw van LVNL op Schiphol-Oost

Luchtverkeersleiding Nederland, afgekort tot LVNL, in het Engels: Air Traffic Control the Netherlands, is de instantie die zich bezighoudt met de luchtverkeersleiding in het Nederlandse civiele luchtruim en op de Nederlandse civiele luchthavens.

## Geschiedenis
LVNL is voortgekomen uit de Directie Luchtverkeersbeveiliging (LVB) van de Rijksluchtvaartdienst (RLD). Deze werd op 1 januari 1993 afgesplitst van de RLD en ging als zelfstandig bestuursorgaan (zbo) verder. Op 22 september 1998, tegelijk met de officiële ingebruikname van het nieuwe gebouw van de dienst op Schiphol-Oost, werd de naam LVB gewijzigd in LVNL en een nieuw logo gepresenteerd.
De Rijksluchtvaartdienst op haar beurt is voortgekomen uit de in 1930 opgerichte Luchtvaartdienst. Deze dienst werd opgericht nadat in 1927 de luchtvaartwet in werking trad. Voor die tijd werd de verkeersleiding uitgevoerd door het militaire radiostation van de Luchtvaartafdeling op vliegbasis Soesterberg, en later door het radiostation op het Rotterdamse vliegveld Waalhaven. Radar bestond in die tijd nog niet. De radio was het belangrijkste instrument voor de luchtverkeersleiders.

## Vestigingen
Naast de hoofdvestiging op Schiphol-Oost heeft LVNL nevenvestigingen op de luchthavens waar zij luchtverkeerdienstverlening verleent. Op Schiphol zijn twee verkeerstorens, Toren Centrum en Toren West. Vanuit Toren West wordt alleen luchtverkeersleiding gegeven aan vliegtuigen die starten of landen op de Polderbaan. Luchtverkeersleiding Nederland geeft ook luchtverkeersleiding op Rotterdam The Hague Airport, Groningen Airport Eelde, Maastricht Aachen Airport en Lelystad Airport.

## Neventaken
Behalve de afhandeling van alle luchtverkeer in het Nederlandse civiele luchtruim heeft de LVNL ook nog andere taken. Deze zijn vastgelegd in de Wet luchtvaart. Daaronder vallen onder meer het vernieuwen en beheren van technische systemen, het verstrekken van luchtvaartinlichtingen, het verzorgen van opleidingen voor luchtverkeersleiding en het verzorgen van luchtvaartkaarten en -publicaties.
Internationaal wordt LVNL aangeduid als Air Traffic Control the Netherlands.
LVNL is lid van de Civil Air Navigation Services Organization (CANSO), de internationale vereniging van luchtverkeersleidingsorganisaties.
Jac Jansen is interim-CEO van LVNL vanaf 1 april 2025.